# 諾金斯克
55°51′N 38°27′E / 55.850°N 38.450°E
諾金斯克（俄语：Ноги́нск），是俄羅斯莫斯科州的一個城市，位於莫斯科以東。2002年人口117,555人。
1389年建城，時稱羅戈日（Рогожи），1781年由葉卡捷琳娜二世頒令改名（天主之母之城）。1930年改以1917年任莫斯科市長的維克托·諾金命名。
傳統上是紡織業中心，現以陶瓷、食品、建築材料為主要產業。